# Judita (knjiga)
Judita je jedna od knjiga Svetoga pisma, dio Staroga zavjeta. Pripada u deuterokanonske knjige. Kratica knjige je Jdt.
Ime Judita (hebr. "יְהוּדִית" Yehudit) što znači "slavljena" je ženska izvedenica imena Juda. Knjiga sadrži anakronizme, kronološka nepopudaranja, pa neki učenjaci smatraju, da se ne radi o istinitoj priči, već o alegoriji ili možda o prvoj povijesnoj noveli.

## Priča
Prema biblijskom izvještaju, Judita je bila kći Merarijeva i žena Manašeova, a genealogija joj se proteže kroz 16 naraštaja, te je jedna od najdužih u Starom zavjetu, što govori i o važnosti ovoga lika u predaji. Bila je ljupka i lijepa udovica, koja je bila zabrinuta za sudbinu svoga židovskog naroda, koji je zbog nevjernosti Bogu bio u rukama stranih osvajača. Koristeći svoju ljepotu u pratnji svoje vjerne sluškinje, hrabro je namamila Holoferna, Nabukodonozorova vojskovođu te mu odrubila glavu, koju je odnijela svojim sunarodnjacima. Na taj je način izbavila židovski narod od nadolazeće propasti, jer su se Asirci povukli izgubivši vojskovođu Holoferna. Uz to, njezina je pobožnost i junaštvo imalo poslužiti kao uzor za nasljedovanje.

## Judita kao simbol židovskog naroda
Ime "Judita" znači Židovka, i već samo ime pokazuje da je ona simbol židovskoga naroda koji je bio prisiljavan voditi ratove protiv mnogih neprijatelja koji su ga životno ugrožavali. Kad čovjek upozna Juditinu sudbinu, kako nam je donosi biblijski tekst, neće se uopće čuditi što je ona tijekom povijesti nadahnjivala mnogo slikare, kipare, pisce i glazbenike. Tako je i otac hrvatske književnosti, Marko Marulić, bio nadahnut upravo tim biblijskim tekstom kad je pisao svoj istoimeni religiozni ep Judita, svojom vjernošću Zakonu i nepokolebljivim pouzdanjem u Boga, postaje sredstvo Božje pravde. Opisana je kao idealna predstavnica svoga naroda, drugi Daniel, uzor održavanja Zakona i nadahnuće za bezgranično pouzdanje u Boga. Judita personificira židovski narod koji ispada besprijekoran kao što je i ona sama. Razlog tom idealiziranju krije se u činjenici da je knjiga pisana u 3. ili 2. st. pr. Kr. kad je židovski narod bio ugrožen i kad ga je trebalo ohrabriti u borbi za opstanak pred tzv. helenizacijom. Poznato je da narodi u nevolji često imaju potrebu za simboličnim likovima u kojima se mogu prepoznati i koji ih svojom hrabrošću i izuzetnim vrlinama mogu ohrabriti. Takav je i lik Judite.
Poput Knjige o Esteri i Knjiga o Juditi opisuje izbavljenje Židova posredstvom žene. Zajedničko obama knjigama je to što opisuju kako cijelu zajednicu izbavlja jedna žena i to što obje osvjetljavaju istinu da Bog ne napušta svoj narod, ali su one po gledištu ipak dosta razlikuju.

## Judita u umjetnosti
Tema Judite pojavljivala se mnogo puta u književnosti, glazbi, likovnoj umjetnosti, na filmu itd. 
Judita se spominje u nekoliko djela engleske književnosti, npr. u djelu "Canterbury Tales" pisca Geoffreya Chaucera. U renesansi, priča o Judita primjer je hrabrosti domaćeg stanovništa u borbi protiv stranih osvajača. Hrvatski književnik Marko Marulić obradio je 1501. godine, starozavjetnu pripovijest u svojoj knjizi "Judita", koja se smatra jednom od najvažnijih hrvatskih književnih djela. On narodu izvodi primjer Judite, da vidi što može učiniti pouzdanje u Boga i vječnu pravdu u vrijeme opasnosti prodora Turaka.
U likovnoj umjetnosti Judita je insprirala velik broj umjetnika kao što su: Michelangelo, Donatello, Caravaggio, Sandro Botticelli, Andrea Mantegna, Giorgione, Lucas Cranach Stariji, Titian, Gustav Klimt, Artemisia Gentileschi, Jan Sanders van Hemessen, Trophime Bigot itd.
U glazbi, tema Judite i Holoferna pojavljuje se u oratorijima Antonija Vivaldija i Wolfganga Amadeusa Mozarta, u motetu Thomas Tallisa itd. Francuz Philippe Fénelon napisao je 2007. operu "Judita" u jednom činu i pet prizora.
Godine 1909. nastao je francuski film "Judita i Holoferno", a 1980. hrvatski tv-film "Judita" režisera Marina Carića prema istoimenom djelu Marka Marulića.

## Galerija
- Caravaggio: Judita odrubljuje glavu Holofernu
- Michelangelo: Judita
- Artemisia Gentileschi: Judita odrubljuje glavu Holefernu
- Naslovnica "Judite" Marka Marulića